# Naprawdę wczoraj
Naprawdę wczoraj – polski czarno-biały film psychologiczny z 1963 roku, w reżyserii Jana Rybkowskiego. Pierwowzorem scenariusza do filmu była powieść autorstwa Leopolda Tyrmanda, Siedem dalekich rejsów.
Zdjęcia zrealizowano w Warszawie (Krakowskie Przedmieście, Hotel Europejski, ul. Trębacka), Darłowie i Jabłonnie.

## Fabuła
Pisarz przypadkowo spotyka się ze swoją dawną dziewczyną, co wywołuje u niego refleksje na temat ludzkich zamiarów i działań. Różnią się między sobą diametralnie – on interesował się dziennikarstwem, ona była historykiem sztuki. Ona chciała znaleźć dzieło sztuki, a on wywieźć je za granicę i sprzedać. Tego ostatniego jednak nie zrobił, bo miłość do dziewczyny była u niego silniejsza.

## Obsada
- Andrzej Łapicki – pisarz Nowak
- Beata Tyszkiewicz – Ewa
- Ewa Bonacka – właścicielka hotelu w Darłowie
- Ewa Krzyżewska – Teresa, przedstawicielka Zjednoczonych Wydawnictw
- Gustaw Holoubek – kapitan Stołyp, szef kapitanatu portu w Darłowie
- Wiesław Gołas – szyper Rudolf Leter
- Wiesława Kwaśniewska – Anita, córka właścicielki hotelu w Darłowie
- Janina Niczewska – żona gościa z Zachodu
- Tadeusz Woźniak – organizator pobytu gościa z Zachodu
- Henryk Szletyński – gość z Zachodu

Źródło.